# 로실라사우루스

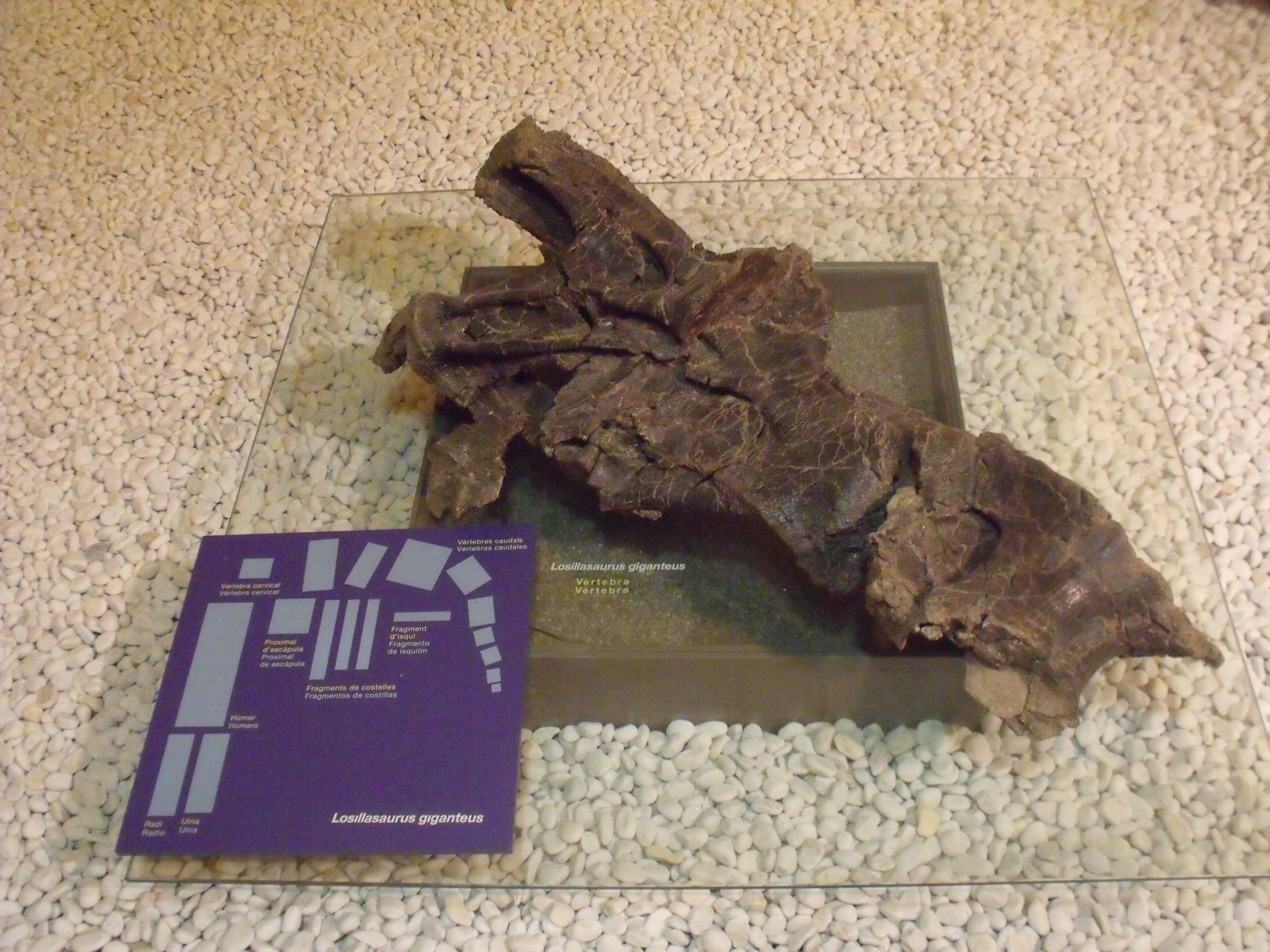

로실라사우루스(Losillasaurus)는 쥐라기 후기에서 백악기 전기까지 유럽의 스페인에서 살았던 용각류인 공룡이다. 학명의 의미는 로시야의 도마뱀이란 뜻이며 마멘키사우루스과에 속하는 공룡이다. 몸길이는 13 ~ 16m에 몸무게는 10 ~ 15t이 나갔던 공룡이며 2001년에 발굴된 공룡이다.

## 특징
로실라사우루스는 대형의 용각류로서 크기가 어마하게 컸다. 지금은 마멘키사우루스과에 속하는만큼 마멘키사우루스와 닮은점이 많으며 예전엔 디플로도쿠스와 닮은점이 있다고 생각했지만 지금은 오히려 마멘키사우루스와 닮은점이 많은 공룡이 되었다. 또한 이 공룡은 목과 꼬리가 길고 골반뼈가 넓직한게 특징이며 걸을 때 진동이 크게 느껴졌던 공룡이고 쥐라기에서 살았던 공룡이 백악기까지도 살아남은 공룡으로 기록되어 더욱 가치가 있는 공룡이다. 먹이로는 초식공룡으로서 나뭇가지의 열매와 잎사귀를 즐겨먹었고 무리생활을 하였으며 큰 몸집으로 인해 유럽에서 서식했던 당대의 육식공룡들도 쉽게 공격하지는 못했으며 육식공룡들도 주로 로실라사우루스의 어린 개체나 다 늙어가서 죽어가는 로실라사우루스를 습격하여 잡아먹었을 것이다.

## 로실라사우루스가 가지는 의의
로실라사우루스의 발견은 그동안 공룡의 발굴에 있어서 좋은 촉매제를 전달했으며 쥐라기의 공룡이 백악기까기도 살아남아서 의미가 큰 공룡이다. 또한 유럽에서 발견된 용각류로서 그러한 의미가 많으며 앞으로 공룡의 연구에 있어 좋은 자료가 될것이다.